# Judgment Day 2001
Judgment Day 2001 was een professioneel worstel-pay-per-viewevenement dat georganiseerd werd door World Wrestling Federation (WWF). Dit evenement was de 3de editie van Judgment Day en vond plaats in het ARCO Arena in Sacramento (Californië) op 20 mei 2001.
De hoofd wedstrijd was een No Holds Barred match tussen de kampioen Steve Austin en The Undertaker voor het WWE Championship. Steve Austin won de wedstrijd en prolongeerde zo zijn titel.

## Wedstrijden
| Nr.                                                                          | Match | Winnaar(s)                   |
| ---------------------------------------------------------------------------- | --- | ---------------------------- |
| -                                                                            | Val Venis vs. Raven in een één-op-één match | Raven                        |
| -                                                                            | Hardcore Holly & Crash Holly vs. Kaientai in een tag team match                                                                                  | Hardcore Holly & Crash Holly |
| 1                                                                            | Rikishi vs. William Regal in een één-op-één match                                                                                                | William Regal                |
| 2                                                                            | Kurt Angle vs. Chris Benoit in een Two out of Three Falls match                                                                                  | Kurt Angle                   |
| 3                                                                            | Rhyno (c) vs. Test vs. The Big Show in een Triple Threat Hardcore match voor het WWF Hardcore Championship                                       | Rhyno (c)                    |
| 4                                                                            | Chyna (c) vs. Lita in een één-op-één match voor het WWF Women's Championship                                                                     | Chyna (c)                    |
| 5                                                                            | Triple H (c) (met Stephanie McMahon) vs. Kane in een Chain match voor het WWF Intercontinental Championship                                      | Kane (nc)                    |
| 6                                                                            | Chris Benoit & Chris Jericho vs. The APA vs. The Dudley Boyz vs. Edge en Christian vs. The Hardy Boyz vs. X-Factor in een Tag Team Turmoil match | Chris Benoit & Chris Jericho |
| 7                                                                            | Steve Austin (c) vs. The Undertaker in een No Holds Barred match voor het WWF Championship                                                       | Steve Austin (c)             |
| (c) huidige kampioen voor en na de match \| (nc) nieuwe kampioen na de match | |                              |